# Goniopora sultani
Goniopora sultani är en korallart som beskrevs av Veron, DeVantier och Turak 2002. Goniopora sultani ingår i släktet Goniopora och familjen Poritidae. IUCN kategoriserar arten globalt som livskraftig.
Artens utbredningsområde är Röda havet. Inga underarter finns listade i Catalogue of Life.